# Stabilimento siderurgico di Bagnoli
Lo stabilimento siderurgico di Bagnoli è stato un complesso industriale sorto nel quartiere di Bagnoli a Napoli, già sede di alcuni impianti industriali nella seconda metà del XIX secolo, nel 1905 su una superficie inizialmente di 120 ettari fino ad arrivare ad occupare nel 1977 all'apice della sua crescita un'area di 2 km² ed impiegare direttamente circa 8000 dipendenti. Lo stabilimento ex Ilva poi Italsider è stato dismesso nel 1992.

## Storia

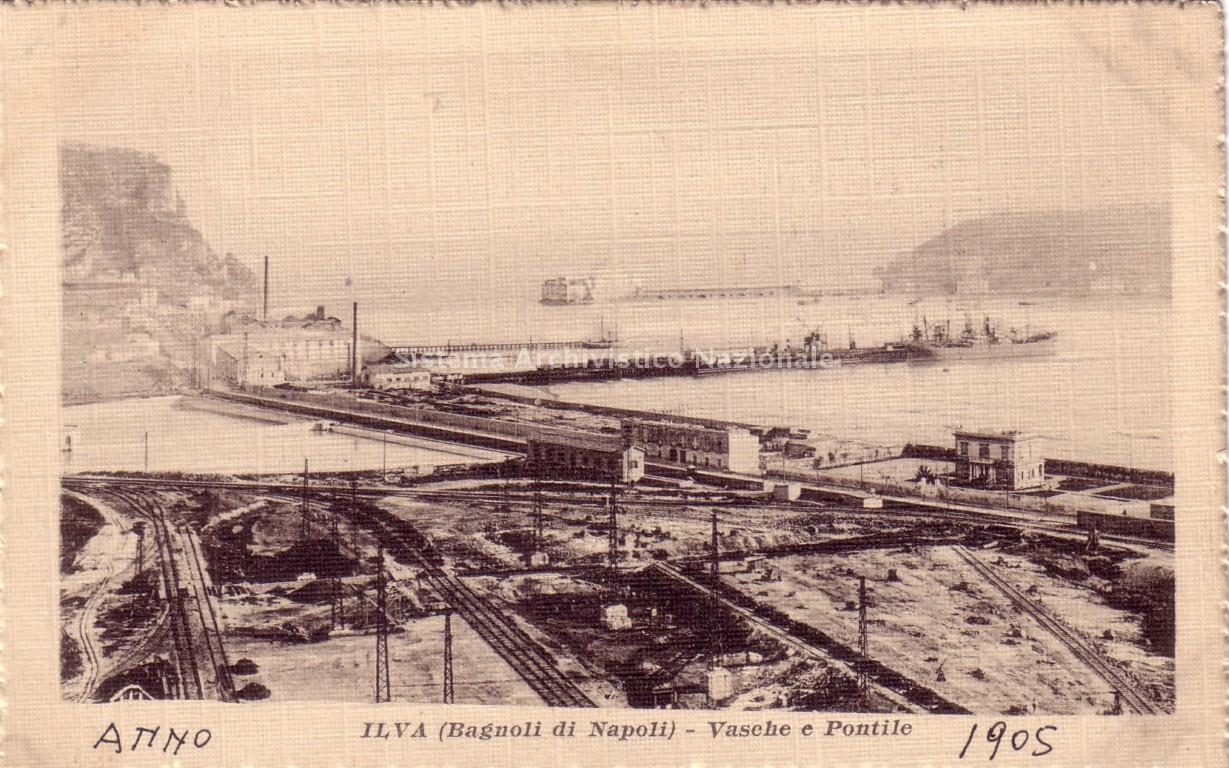
Cartolina postale dello stabilimento Ilva di Bagnoli. Vasche e pontile, Napoli 1905

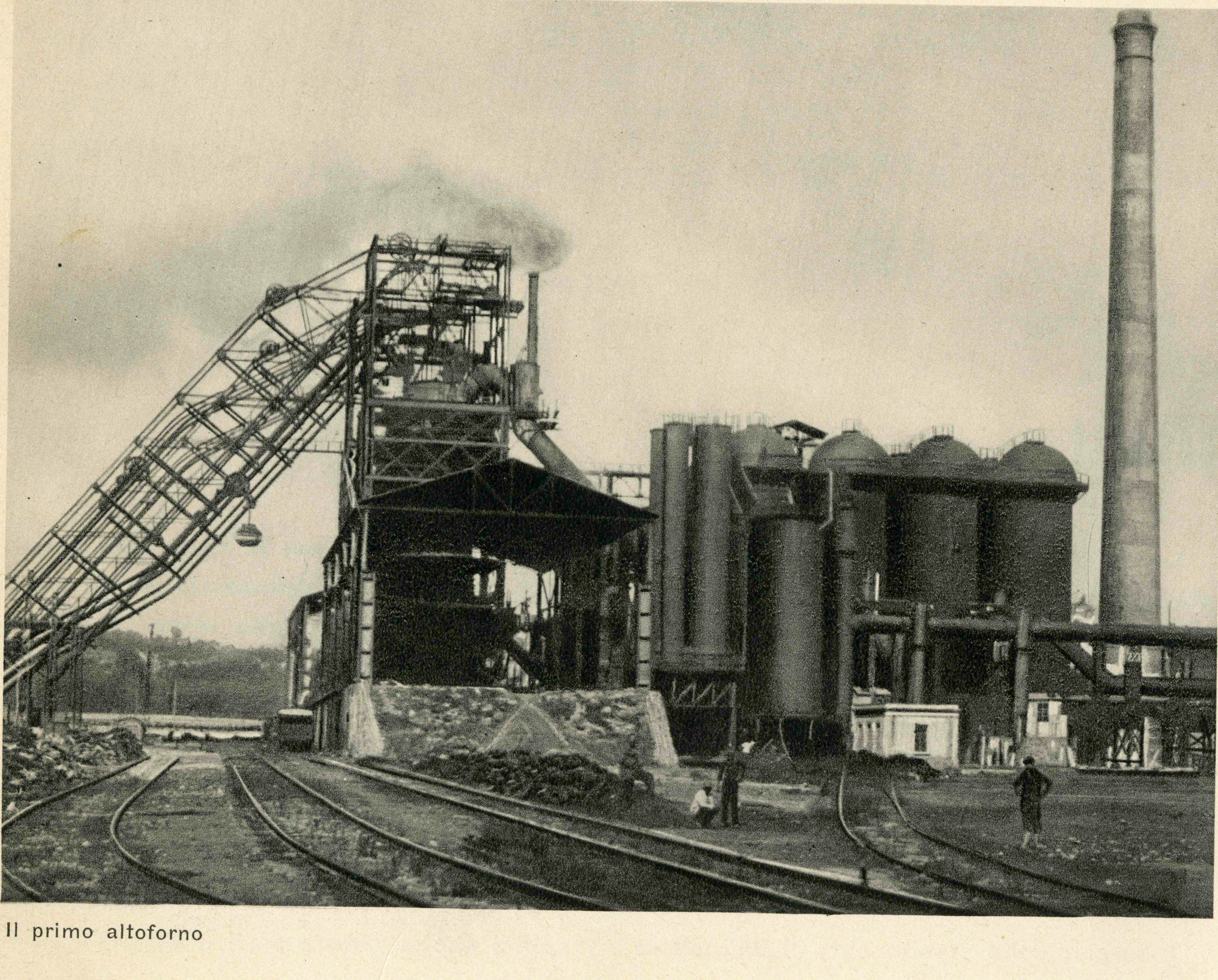
Il primo altoforno nel 1909

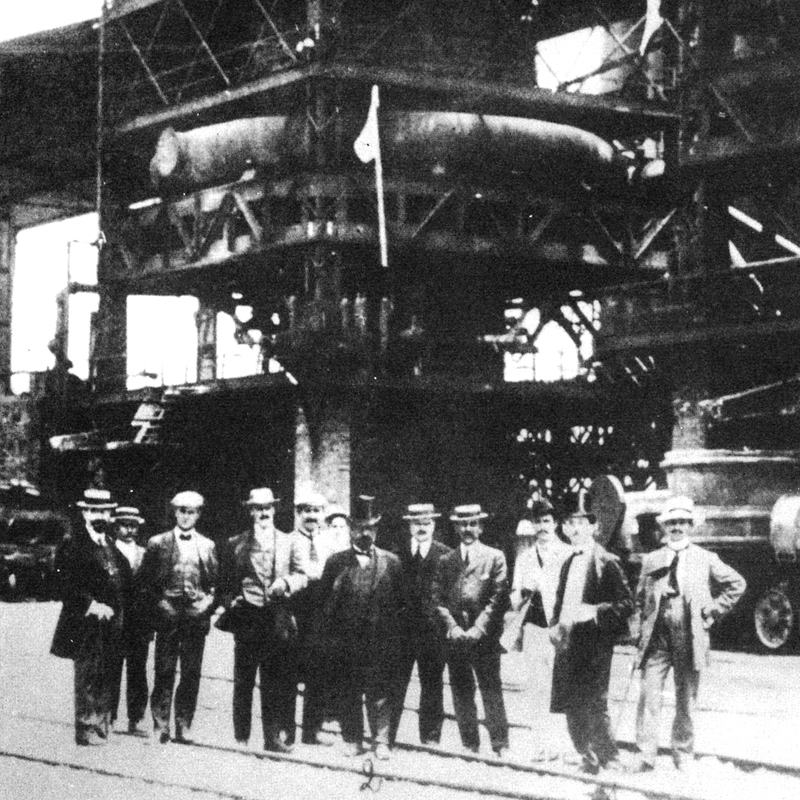
Inaugurazione dello stabilimento, 1910

Lo stabilimento siderurgico di Bagnoli, sorto per sfruttare i benefici della legge speciale per Napoli del 1904, entra in produzione nel 1910, occupando circa 1.200 operai.
I programmi dell'Ilva sono però fortemente condizionati dal “salvataggio” del settore operato nell'estate del 1911 sotto la guida del direttore della Banca d'Italia, Bonaldo Stringher, e anche l'impianto napoletano subisce un ridimensionamento rispetto al progetto iniziale.
Non si hanno particolari notizie delle relazioni industriali in quei primi anni, ma a giudicare dalla rilevante posizione assunta nella società Ilva da Teodoro Cutolo, l'organizzazione di fabbrica può desumersi come piuttosto severa.
Alla vigilia del conflitto gli operai sono più che raddoppiati (2 500 circa) e aumentano ulteriormente durante la guerra, sotto il regime della “mobilitazione industriale”. L'Ilva è tra le prime aziende a ottenere il requisito della “ausiliarietà”, tramite il quale organizza l'attività produttiva in base alle esigenze belliche della nazione.
Dopo l'esordio speculativo dei primi esercizi, caratterizzato dalla distribuzione di dividendi con metodi finanziari poco rigorosi, è ancora sul piano borsistico che maturano eventi decisivi per l'Ilva, quando, nel 1917, Massimo Bondi  comincia quella scalata il cui sbocco sarà, nell'estate 1918, la nascita della grande Ilva. La nuova società nasce con un programma ambizioso, basato sulla polisettorialità e mirante al controllo diretto di tutte le attività collegabili alla produzione siderurgica. Un'impostazione sicuramente moderna e capace di turbare gli equilibri economici, ma minata alla base da una scarsità di mezzi propri e, conseguentemente, da un eccessivo indebitamento e soprattutto da una modalità di generazione dei profitti dipendente dalle commesse statali.
Nel maggio del 1921 Bondi è sfiduciato dalla Banca commerciale, che lo sostituisce con Arturo Bocciardo. Già dall'anno precedente lo stabilimento di Bagnoli ha chiuso i battenti e sarà riaperto, per volontà politica del governo fascista, soltanto nel 1924.
La grande crisi economica mondiale coglie le banche miste fortemente immobilizzate. L'Ilva rientra nella sfera della Banca commerciale e dunque finisce nella Sofindit, la finanziaria chiamata a raccogliere le partecipazioni industriali della banca. L'uomo Sofindit al quale il Ministro Jung prima, e poi il Presidente dell'IRI, Alberto Beneduce, affidano il mandato di riorganizzare l'intera siderurgia italiana è Oscar Sinigaglia. Sinigaglia è un convinto assertore del ciclo integrale, in alternativa a quello del rottame voluto dai gruppi privati (Falck). Con entusiasmo e coraggio presenta un piano che prevede la ristrutturazione e il rilancio degli impianti di Piombino e Bagnoli. La sua esperienza a capo dell'Ilva (viene designato Presidente nel 1932) dura sino al 1935. Nel mese di ottobre del 1935 entra nel Consiglio d'amministrazione dell'Ilva Francesco Giordani, il quale, sia pure con molte cautele, sostiene la siderurgia integrale. Nei mesi e negli anni successivi, la lenta convergenza sulle stesse posizioni di Bocciardo e la tenace battaglia di un altro tecnico di provenienza Sofindit, Agostino Rocca, fanno sì che l'industria di Stato prenda le distanze da quella privata attraverso il riconoscimento di interessi contrapposti.
Nel giugno 1937 nasce la Finsider, holding di settore dell'Iri, alla cui testa è posto Bocciardo, che recupera gran parte delle idee di Sinigaglia, e governa un acceso scontro tra il progetto di Rocca relativo alla costruzione di un terzo centro siderurgico a Cornigliano e l'idea alternativa di Giordani che vorrebbe potenziare lo stabilimento napoletano.
La produzione di ghisa a Bagnoli tra il 1934 e il 1940 passa da 110 000 a 317 000 tonnellate, mentre quella dell'acciaio da 138.000 a 177.000. Il numero di occupati, sfruttando anche il ruolo che il Fascismo assegna a Napoli, fra le più importanti città dell'Impero, giunge nel 1937 a superare le 4.000 unità.
La guerra produce danni ingenti agli impianti. I maggiori a Bagnoli sono quelli procurati, nel settembre del 1943, dai tedeschi in ritirata. Di fronte alla resistenza degli alleati a consentire la ripresa produttiva a Bagnoli, sono le stesse maestranze ad assumere spontaneamente le iniziative necessarie alla riapertura. Nel corso del 1944, da marzo a giugno, gli operai passano da 500 a 800.

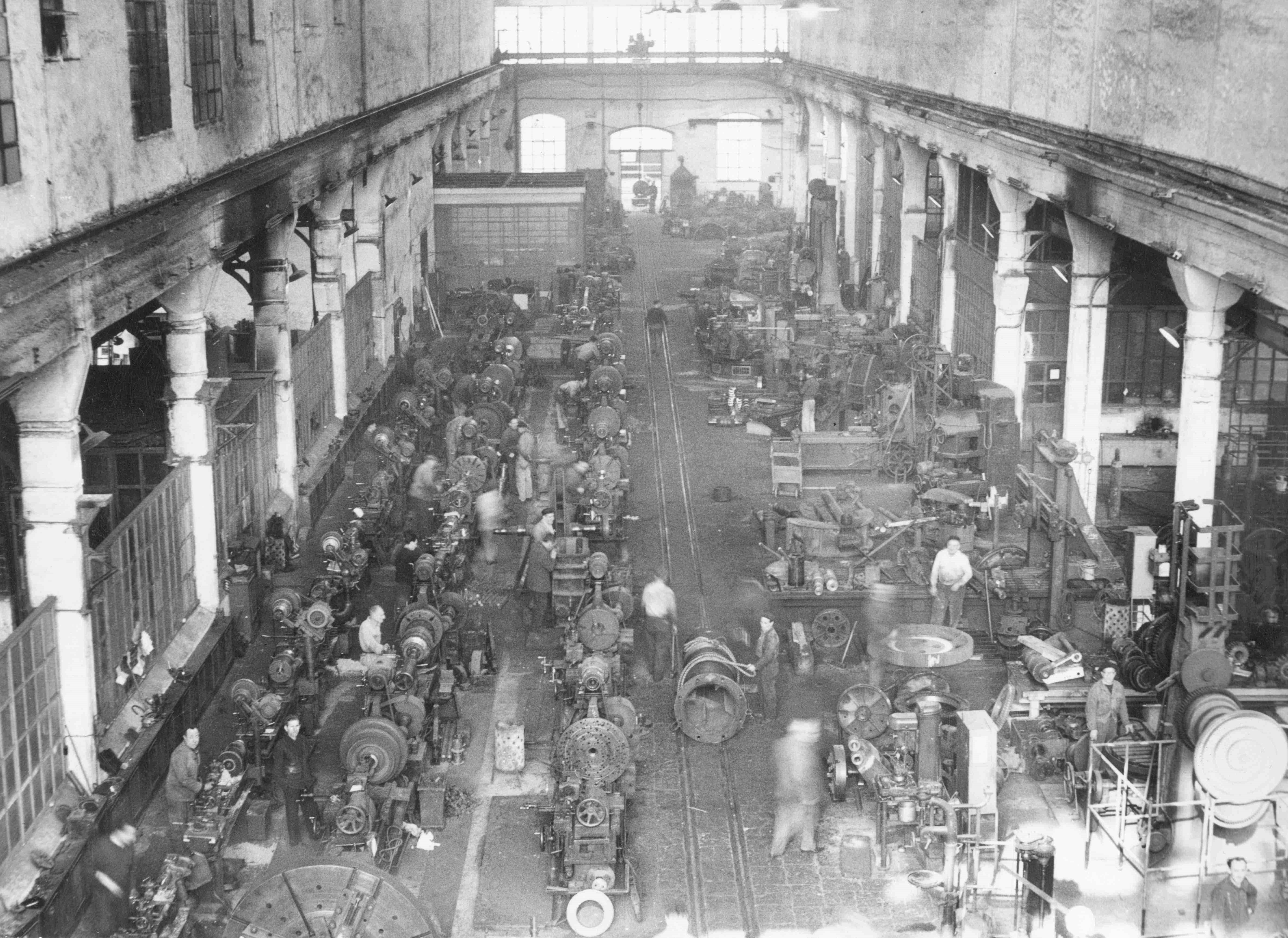
L'officina della Sezione Sau (Servizi automazione) nel 1955

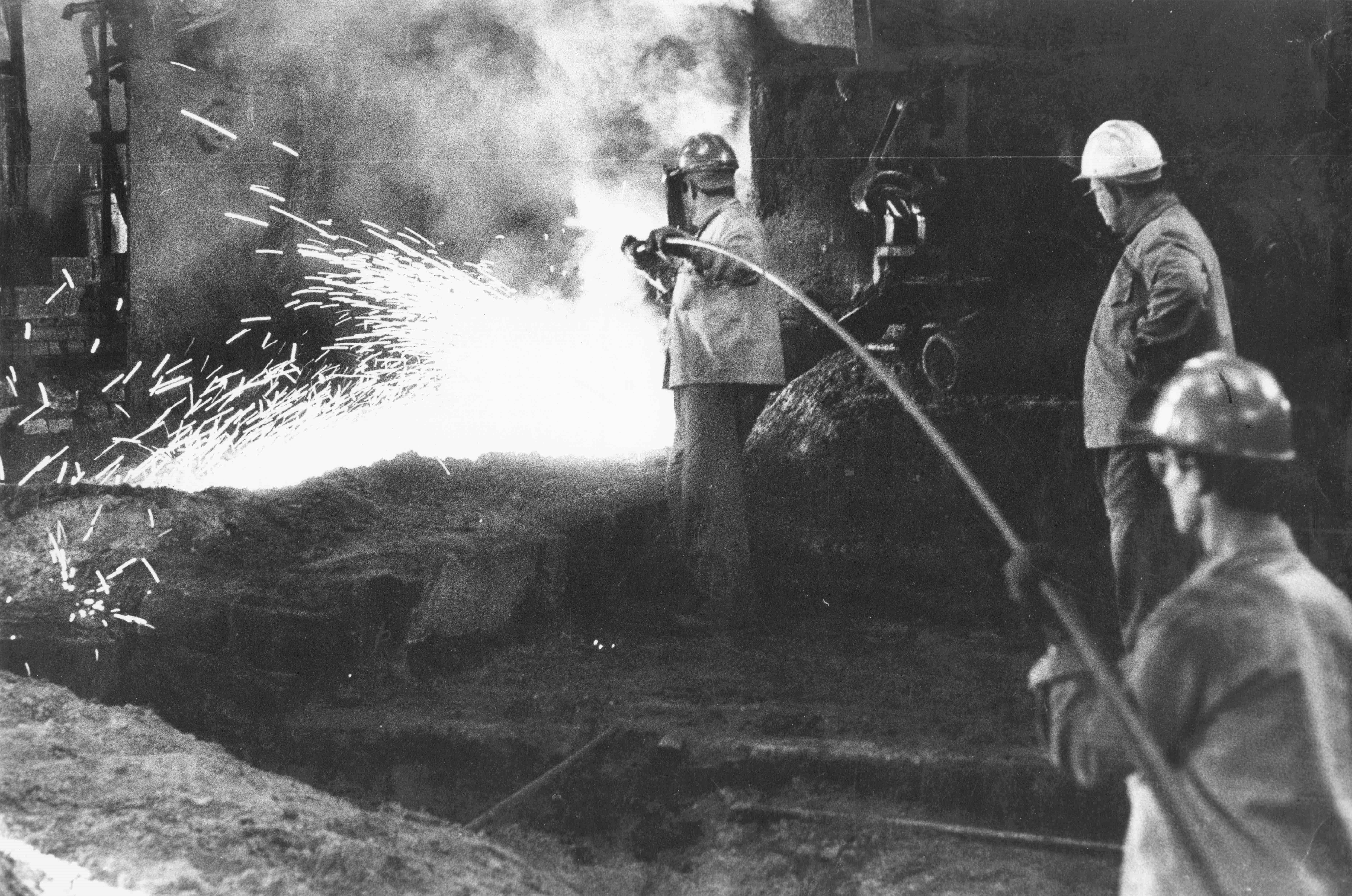
Operai al lavoro al quarto altoforno nel 1955

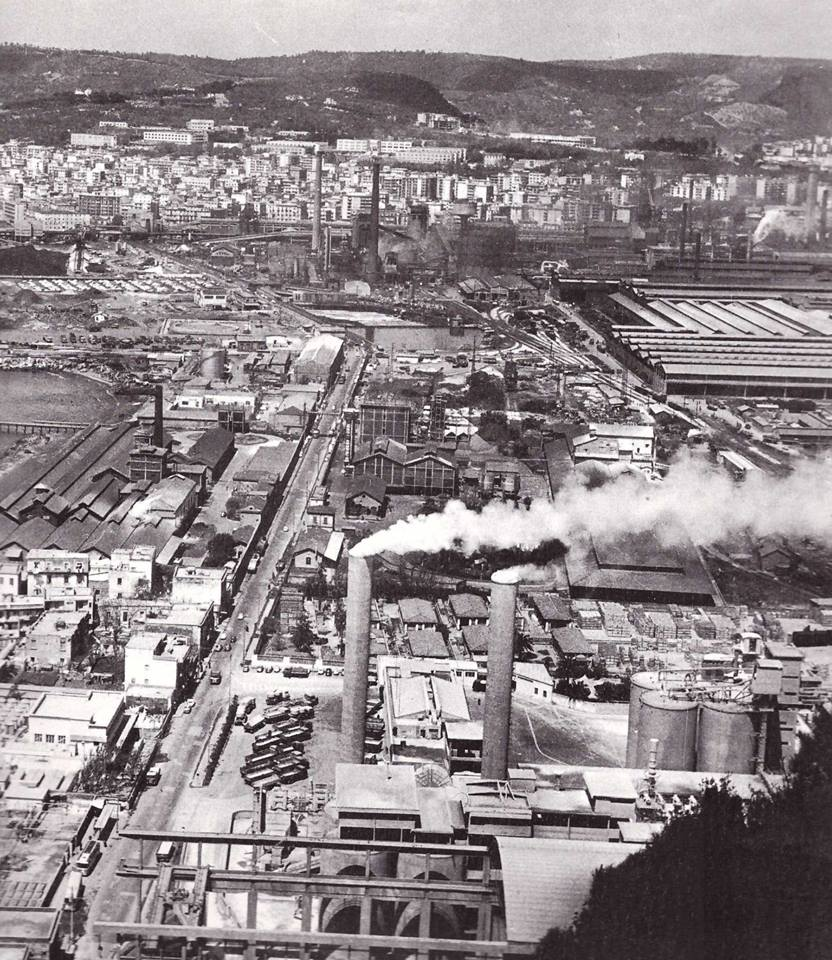
Napoli - Bagnoli, Cementir e Italsider. Anni sessanta-settanta

### Il dopoguerra
Grazie all'appoggio del governo De Gasperi, Sinigaglia torna nel dopoguerra a riproporre il suo piano siderurgico, ottenendo questa volta i mezzi per attuarlo. All'impianto di Bagnoli viene restituita una centralità produttiva rilevante e una conseguente forza politica e sindacale che contrasta con la marcata deindustrializzazione dell'area.
Negli anni cinquanta l'Ilva è il baluardo a Napoli della lotta contro il centrismo e contro il “laurismo”, con una sindacalizzazione che fa capo alla CGIL radicata e profonda (circa il 72% delle maestranze nel 1951).
Nel 1954 viene costruito a sud dell'ILVA l'altoforno della Cementir. Nel 1962 le necessità di ampliamento dello stabilimento portano alla costruzione di un riempimento a mare (colmata) e di un lungo pontile (il "Pontile nord") per lo scarico delle navi pesanti.

### In Italsider
Nel 1964 lo stabilimento cambia la denominazione in Italsider - Stabilimento di Bagnoli. Negli anni sessanta e settanta, con la costituzione dell'Italsider, del quarto centro siderurgico di Taranto e il programmato quinto centro a Gioia Tauro, lo scontro sindacale e industriale si sposta verso la ricerca di più difficili equilibri. In seguito si continuerà a lungo a coltivare l'illusione di potersi ritagliare uno spazio importante nella produzione mondiale, nonostante le nuove sfide competitive e i vincoli della Commissione europea. Il risultato finale sarà non solo il fortissimo ridimensionamento della grande siderurgia, ma anche, per ciò che riguarda Bagnoli, la dismissione e il continuo differimento della bonifica dell'area.
Nel 1969 si verifica Il primo calo di produzione dell'Italsider.
Intorno alla metà degli anni settanta del novecento, l'Italsider di Bagnoli si estende su un'area di circa 2 milioni di mq, in parte ricavati con i riempimenti di superficie marina; dispone di una capacità produttiva di 2,3 milioni di tonnellate di acciaio ed è specializzato in travi IPE, HE, tondo per cemento armato, vergella,
nastri stretti laminati a caldo, tondo per tubi e semiprodotti. Nel 1975 vengono prodotti 1,6 milioni di t di acciaio, nel 1976 circa 1,5 milioni di t, e nel 1977
circa 1,6 milioni di t.
Gli impianti di Bagnoli sono sufficientemente moderni per ciò che riguarda l'altoforno e l'acciaieria. Risultano adeguati anche gli impianti per lo scarico delle materie prime, i parchi fossili e minerali, e gli impianti di omogeneizzazione e agglomerazione. Grosse deficienze si rilevano nell'area della laminazione.
Nel 1974 l'Italsider effettua investimenti per 18 miliardi di lire in opere di disinquinamento.

### La ristrutturazione degli impianti
Nel giugno 1977 i dipendenti del centro siderurgico di Bagnoli sono 7976. A questi quasi 8000 dipendenti direttamente impiegati nello stabilimento vanno aggiunti circa 1000 dipendenti di terzi impiegati stabilmente in lavori all'interno del centro siderurgico, oltre ad un numero imprecisato di lavoratori impegnati dalle ditte appaltatrici per lavori discontinui di manutenzione straordinaria e di ristrutturazione impiantistica.
La scelta della Finsider di convogliare enormi risorse nella realizzazione e nell'ampliamento del grandissimo complesso di Taranto, penalizzeranno non poco l'impianto di Bagnoli, condannandolo all'obsolescenza tecnologica. Soltanto nel 1977-78, quando la crisi morde già da qualche anno, si giunge alla decisione di costruire un laminatoio coils. Da lì a poco si prospetta la necessità di un intervento radicale.
La realizzazione del programma di ristrutturazione è prevista in tre anni, con una spesa di 415 miliardi di lire (al valore 1977) che vanno ad aggiungersi ai 133 miliardi di lire per i lavori già in corso nell'area primaria, agli interventi di razionalizzazione in acciaieria ed ai provvedimenti ecologici.
La volontà è che Napoli si inserisca "nel processo di ricollocazione dell'Italia nella nuova divisione internazionale del lavoro" e la nazione non venga più considerata la "pattumiera dei coils" (camera dei Deputati. Atti Parlamentari resoconto stenografico della seduta di lunedì 26 ottobre 1981, n. 396, p. 35.081.)

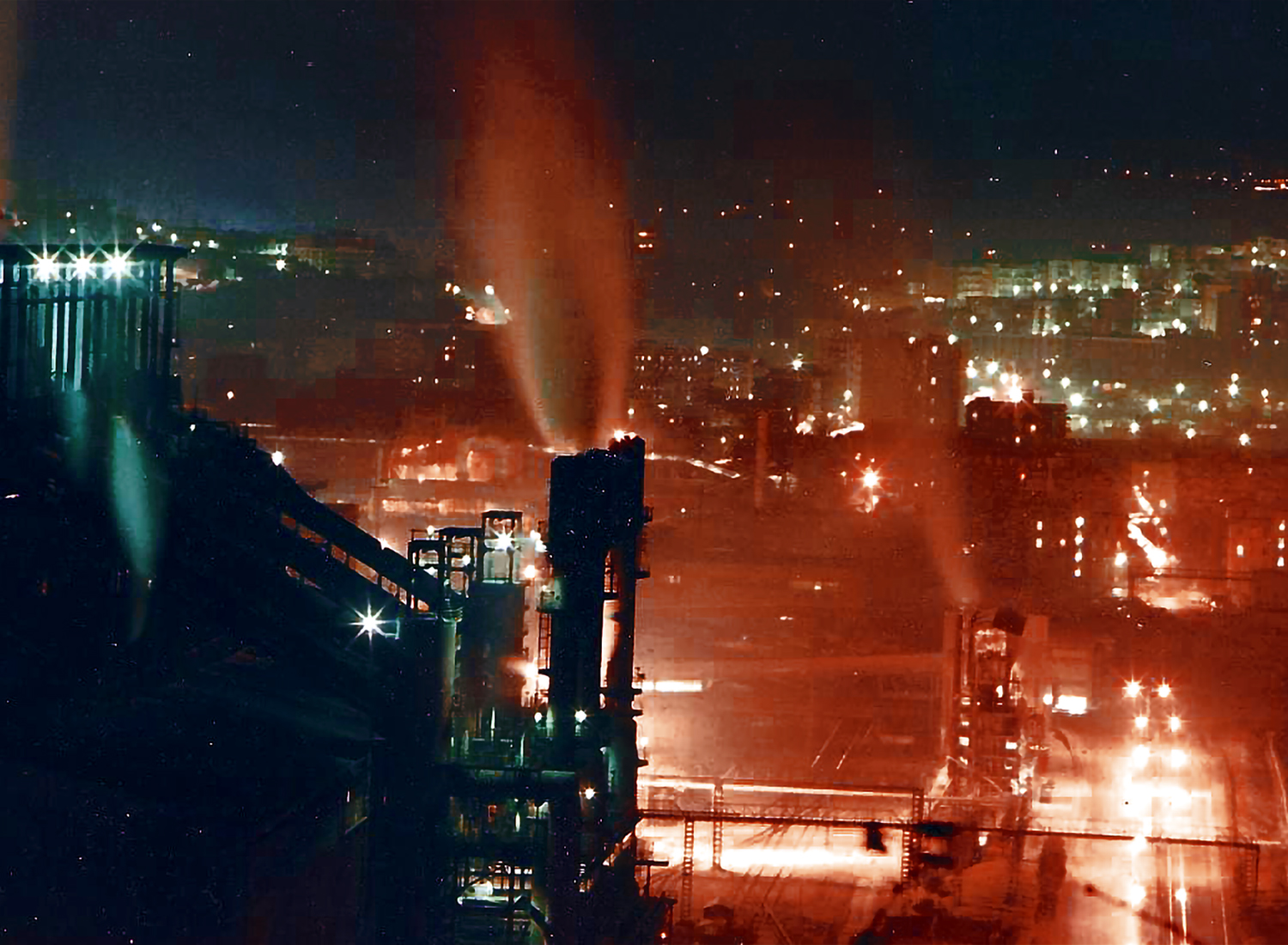
Lo Stabilimento - da Posillpo - nella prima metà degli anni '80

Tra la fine degli anni settanta e gli inizi degli anni ottanta del novecento, vengono avanzate varie ipotesi di ristrutturazione, tra cui quella mirante alla «progressiva chiusura» dello stabilimento e che incontra la ferma opposizione dei lavoratori. Dopo un vero e proprio braccio di ferro tra impresa, maestranze e sindacati, il 3 novembre 1981 — «il martedì nero di Bagnoli» — il ministro Gianni De Michelis, in una tumultuosa assemblea di oltre 2.000 lavoratori, propone lo spegnimento dell'altoforno e 6 mesi di cassa integrazione. Sia pure in maniera travagliata, passerà la linea dell'ammodernamento dell'impianto basata sulla costruzione di un nuovissimo treno di laminazione.
Nel novembre 1982 viene fermato lo stabilimento (eccetto il treno travi e la cokeria), si avvia lo smantellamento dei vecchi impianti e si accelera la costruzione dei nuovi.
Muore così l'Italsider e nasce la Nuova Italsider, concentrando in un'unica società i centri siderurgici di Taranto, Bagnoli, Cornigliano e Novi Ligure, e gli stabilimenti di Campi, Lovere, Trieste e Savona, nonché la flotta sociale e le strutture direzionali e commerciali. Gli stabilimenti di S. Giovanni Valdarno e Marghera vengono scorporati e assegnati alle Acciaierie di Piombino.
Nel 1984 vengono ultimati i lavori di ristrutturazione del centro siderurgico: il mese di luglio vede l'avvio dell'altoforno ed in agosto entra in esercizio l'intero ciclo produttivo. A questo punto il centro siderurgico di Bagnoli si presenta completamente rinnovato. L'area sulla quale insiste è la stessa, ma con il vecchio centro siderurgico è confrontabile solo per questo aspetto. È uno stabilimento assolutamente nuovo quello che si presenta ad un osservatore che ricorda il “grigiore” di venti, quindici o dieci anni prima. Il documento video “Bagnoli '84” mostra la nuova immagine della Nuova Italsider Spa orgoglio del gruppo IRI - Finsider.
Il 10 maggio 1984 viene siglato un accordo tra la Federazione unitaria dei metalmeccanici (FLM) e l'azienda che, di fatto, dimezza la forza lavoro in cambio di un futuro meno incerto sul terreno produttivo. Ma la promessa non sarà mantenuta.
Inoltre, quando il «treno coils» di Bagnoli inizia a funzionare, la CEE nel 1984 impone la disattivazione di un forno di riscaldamento, contenendone così la capacità produttiva a 1,2 milioni di tonnellate annue; per giunta, essa respinge la richiesta avanzata dalla Finsider di utilizzare pienamente il «treno coils»
Nel settembre 1985 i vertici aziendali decidono di non procedere alla riparazione, giudicata lunga e costosa, della gabbia del nuovo e modernissimo treno di laminazione BK. Senza di esso e puntando esclusivamente sui coils e sulla banda stagnata, l'Italsider di Bagnoli viene resa più vulnerabile, perché maggiormente esposta alle oscillazioni del mercato. La forza lavoro scende nel 1986 a 4.174 unità, per poi ridursi sempre più drasticamente.

### La chiusura e la dismissione
Dal 1985, solo due anni dopo l'ammodernamento degli impianti, il Comitato per la Siderurgia prevede la chiusura progressiva dello stabilimento per l'impossibilità di realizzare la ristrutturazione in base alla normativa urbanistica vigente del Comune di Napoli. Lo stabilimento della Cementir è costretto a riconvertire la sua produzione.
Paradossale ed emblematica, infatti, risulta la decisione presa nel 1989 di smantellare la struttura di Bagnoli, che sarà poi svenduta per 20 miliardi di lire alla Cina e all'India, benché fosse stata rinnovata e resa più sostenibile — quanto ad impatto ambientale — con un investimento, alla metà degli anni Ottanta, di circa 1200 miliardi, di cui 120 spesi per impianti ecologici (16 impianti di abbattimento polveri, 9 predisposti alla depurazione delle acque, 9 di insonorizzazione, oltre alla strutturazione di un'area a verde, equivalente al 20% della superficie complessiva del Centro).
Il 20 ottobre 1990, con l'ultima colata, viene spenta l'«area a caldo» del centro siderurgico di Bagnoli.
L'impianto propriamente Italsider chiuderà ufficialmente nel 1992.
Nel 1994 inizia una prima fase di generale dismissione e bonifica dell'area. La colata continua viene smantellata e rivenduta alla Cina, l'altoforno 5 all'India; i forni a calce sono ceduti nel 1997 alla Malaysia; nel 2001 avviene lo smantellamento del moderno treno di laminazione che venne ceduto alla Cina dopo una vita di appena cinque anni, caratterizzata da inadeguati livelli produttivi. La vendita dei macchinari fruttò allo Stato circa venti miliardi di lire, a fronte di investimenti molto più ingenti effettuati per ammodernare lo stabilimento e renderlo compatibile con l'ambiente. Pochi anni prima erano stati, infatti, realizzati impianti di abbattimento delle polveri, depurazione delle acque e insonorizzazione, oltre che la strutturazione di un'area verde.
Tra il 1996 e il 1999 vengono smantellati e rottamati molti altri capannoni, la centrale termoelettrica e le caldaie.

## Galleria d'immagini

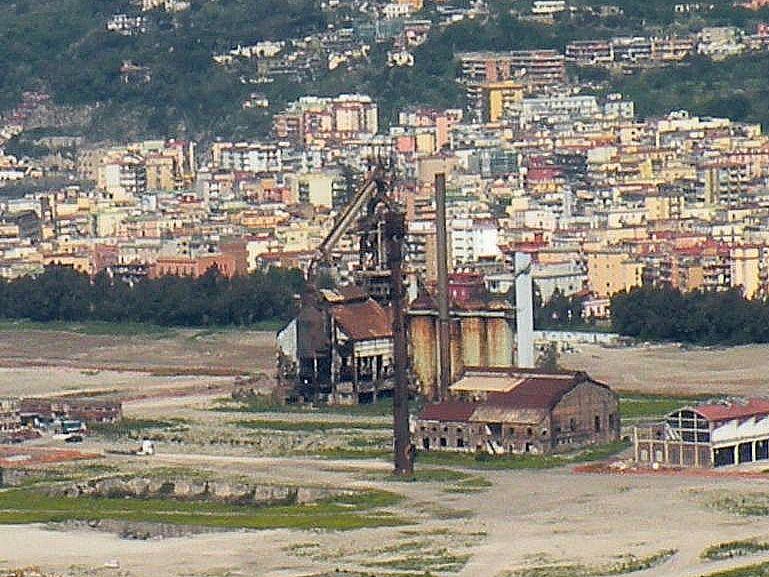
Immagini dello stabilimento dismesso. Foto del 2010
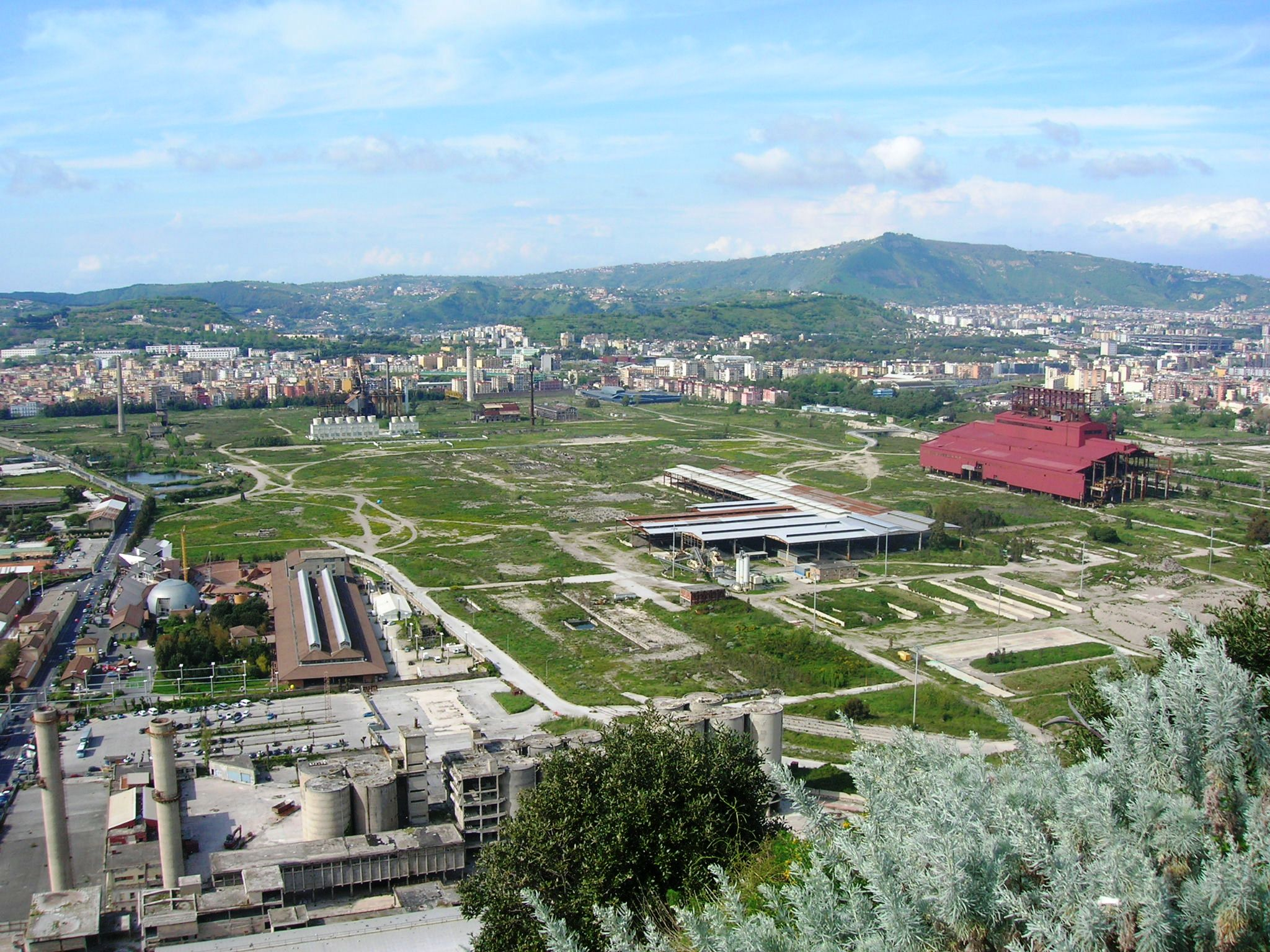
Immagini dello stabilimento dismesso. Foto del 2014
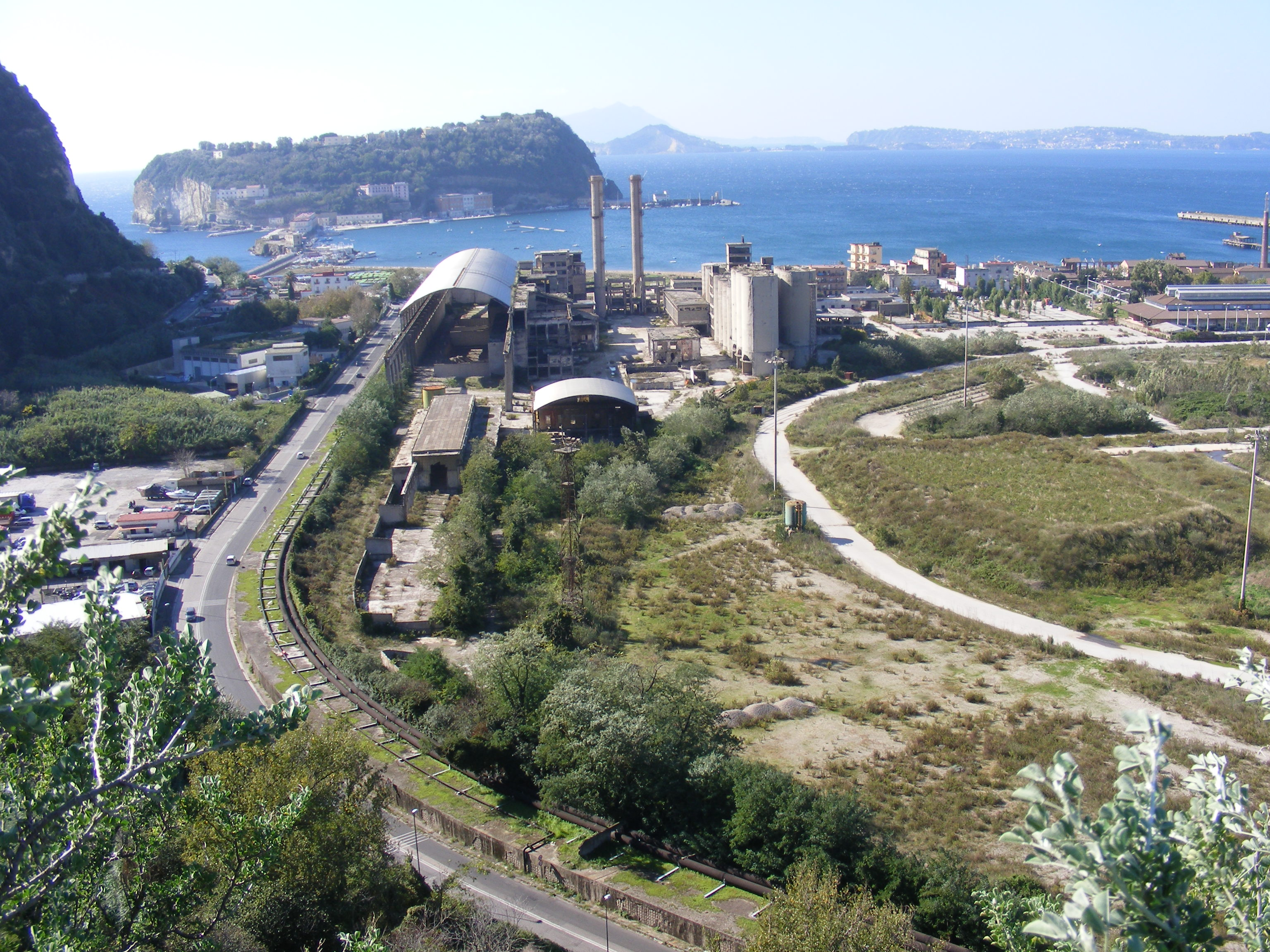
Immagini dello stabilimento dismesso. Foto del 2016
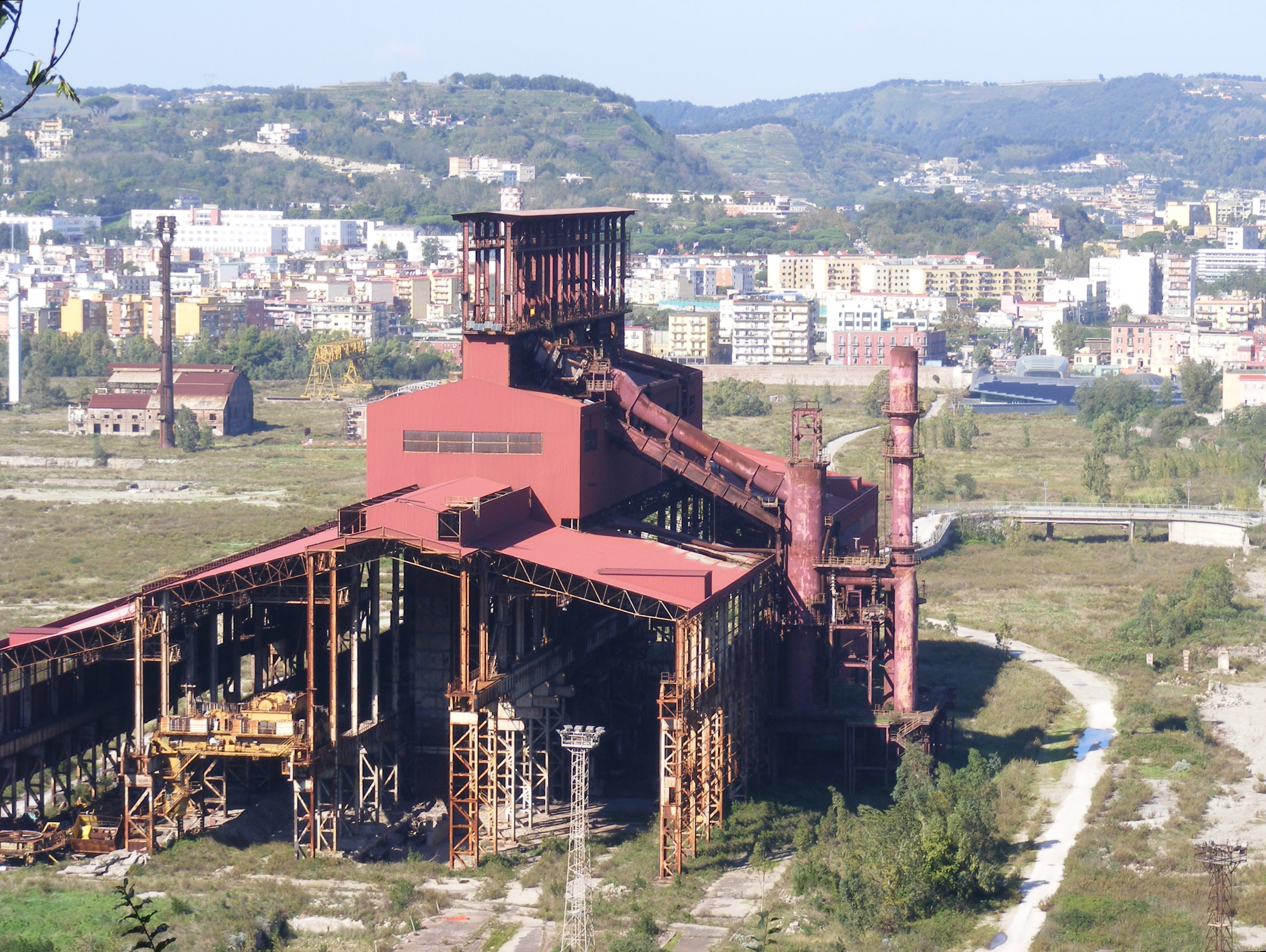
Immagini dello stabilimento dismesso. Foto del 2016
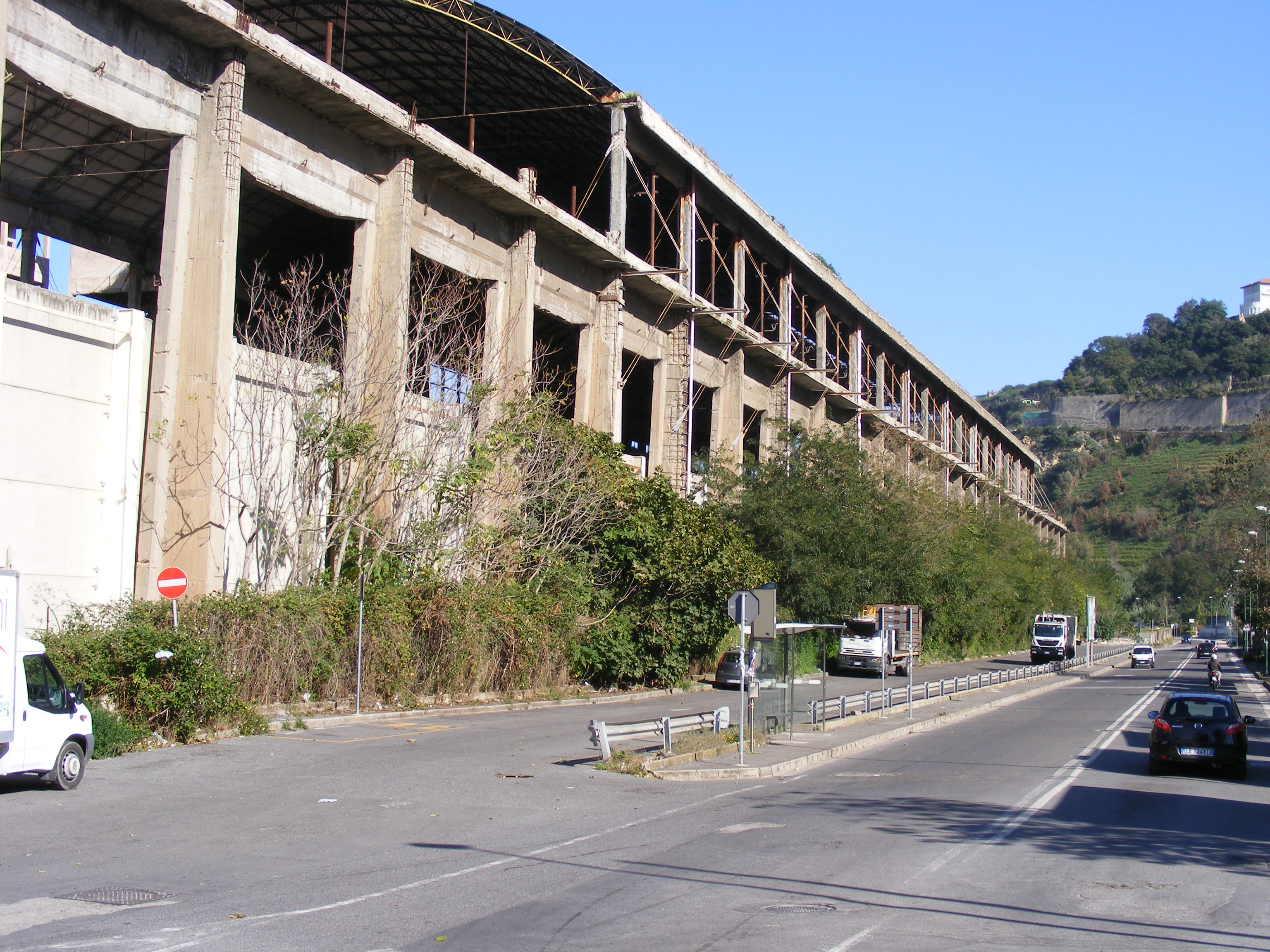
Immagini dello stabilimento dismesso. Foto del 2016
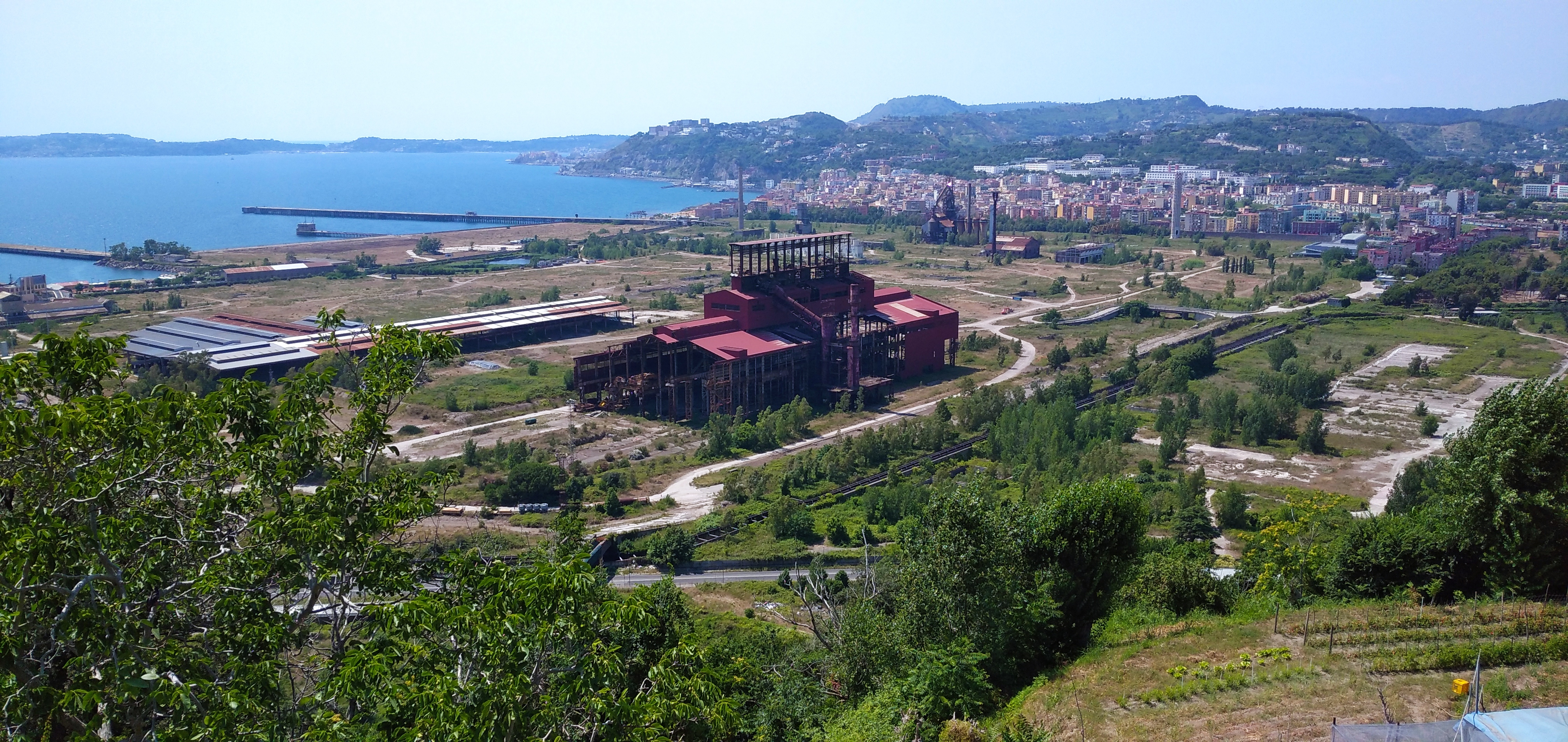
Immagini dello stabilimento dismesso. Foto del 2020

## Dipendenti celebri
- Il rugbista Marco Bollesan fu operaio all'Italsider di Genova; quando cambiò squadra, questa ottenne per lui il trasferimento a Bagnoli.
- Anche il padre dell'allenatore di calcio Maurizio Sarri fu un dipendente dell'impianto bagnolese. È per questa ragione, infatti, che l'allenatore, pur essendo toscano, è nato proprio a Bagnoli.

## Opere dedicate
- L'ex Italsider di Bagnoli è al centro del romanzo La dismissione, dello scrittore napoletano Ermanno Rea. Da La dismissione è stato tratto il film La stella che non c'è (2006) di Gianni Amelio.
- Ferropoli è un romanzo dello scrittore Nando Vitali edito nel 2017. Il racconto si svolge sullo sfondo della fabbrica dell'Italsider di Bagnoli e del suo tramonto.
- Vendo Bagnoli/ZEN sono i due brani contenuti nel quattordicesimo 45 giri del cantautore Edoardo Bennato. Nella canzone Vendo Bagnoli Bennato affronta il tema della ristrutturazione e del riutilizzo degli stabilimenti siderurgici di Bagnoli.
- Nisida/'A freva a quaranta del cantautore Edoardo Bennato. Nella canzone Nisida/'A freva a quaranta Bennato nel descrivere la celebre isola situata nel golfo di Napoli, caldeggiandone in quei luoghi una vacanza come fosse un'isola esotica, parla in realtà dell'inquinamento e anche dell'Italsider di Bagnoli.

## Archivio
La documentazione prodotta dall'Ilva di Bagnoli, conservata a Napoli da Bagnolifutura spa di trasformazione urbana nel fondo omonimo (estremi cronologici: sec. XX inizio - sec. XX fine), è costituita principalmente da scritture sociali, contabili, tecniche e dalla documentazione delle singole aree e divisioni (programmazione, produzione, impianti, personale, ecc.). L'archivio tecnico conserva circa 150.000 disegni su lucido e 50.000 su supporto cartaceo. Molto consistenti il corpus fotografico (circa 10.000 foto, circa 160 lastre fotografiche e migliaia di diapositive) e la serie delle riviste relative allo stabilimento (Bagnoli notizie, Italsider tempo, Bagnoli ore 14), oltre alla rassegna stampa. Vi sono poi alcuni filmati e alcuni nastri audio.